# باریس د کلینا
باریس د کلینا (به اسپانیایی: Barrios de Colina) یک شهرستان در اسپانیا است.